# 고민숙
고민숙은 대한민국의 군인이다. 
해군 최초의 여성 법무장교(법무 25기)로, 해군의 '첫 여성 대령 진급자'이다. 숙명여자대학교 법학과를 졸업한 후 17회 군법무관 임용시험에 합격하여 2004년 4월부터 군법무관 생활을 시작했다. 1함대사령부, 교육사령부, 해병대사령부 법무실장, 해군본부 해양법제과장, 인권과장, 법무과장, 양성평등센터장, 국방부검찰단 고등검찰부장 등의 보직을 거쳤다. 해군이 2021년 육군, 해군, 공군 중 처음으로 본부 직할 검찰단을 창설할 때 초대 검찰단장이 되었다.